# Miroslav Lajkep
Miroslav Lajkep (* 11. února 1935 Lesonice – 19. listopadu 2018 Praha[zdroj⁠?!]) byl český lékárník, spisovatel a bývalý československý politik Československé strany lidové, poslanec Sněmovny národů Federálního shromáždění po sametové revoluci.

## Biografie
Narodil se v Lesonicích v okrese Moravský Krumlov. Po dobu jednoho roku pracoval v JZD Vítězný únor. Maturoval na gymnáziu v Moravském Krumlově, pak vystudoval Farmaceutickou fakultu Univerzity Jana Evangelisty Purkyně v Brně. Pracoval v několika lékárnách v Čechách a na Moravě a ve velkodistribuci léků ve Vysokém Mýtě. Počátkem 21. století se uvádí coby majitel lékárny ve Zbraslavicích. Spolupracoval s exilovým novinářem Slávou Volným, s nímž psal krátké povídky z doby reálného socialismu. V roce 2002 vydal autobiografický humoristický román Postavíme dům, zasadíme strom.
Profesně je k roku 1990 uváděn jako vedoucí lékárny OÚNZ Kutná Hora, bytem Kutná Hora.
Koncem 80. let 20. století se uvádí jako příslušník obrodného proudu v ČSL. V lednu 1990 zasedl v rámci procesu kooptací do Federálního shromáždění po sametové revoluci do české části Sněmovny národů (volební obvod č. 10 - Benešov, Středočeský kraj) jako poslanec za ČSL. Ve Federálním shromáždění setrval do konce funkčního období, tedy do voleb roku 1990.
V letech 1992-2008 byl evidován jako živnostník, bytem Zbraslavice. V této obci kandidoval za KDU-ČSL neúspěšně v komunálních volbách roku 1994 do obecního zastupitelstva. Uspěl až v komunálních volbách roku 1998.